# 环崇明岛国际公路自行车赛
环崇明岛国际公路自行车赛创办自2003年，起初是一项全国性赛事，继而发展为国际赛。2007年到2009年间為計時賽。2010年被国际自行车联盟定为2.1级的洲际赛。
2010年的比赛赛程5天，由两部分组成：5月5-7日的环崇明岛多日赛（2.1级洲际赛）和5月9日的女子世界杯赛。
2023年，在崇明島舉辦的環島自行車賽為环崇明岛国际自盟女子公路世界巡回赛，为国家A级赛事，也是2024年巴黎奥运资格赛。當年賽事全長350公里。

### 赛段成绩
- 2010环崇明岛自行车赛揭幕 德国选手获开门红 （页面存档备份，存于）
- 环崇明岛自行车赛环崇西赛段结束 黄衫易主（图） （页面存档备份，存于）
- 环崇明岛国际自行车赛 荷兰选手抢穿黄衫[永久]
- 2010国际自行车联盟女子公路世界杯赛昨日结束 （页面存档备份，存于）

## 相关链接
- “2010年环崇明岛国际公路自行车赛”新闻发布会实录 （页面存档备份，存于）